# Deixa Falar (Recife)
A SRES Deixa Falar é uma escola de samba do Recife, fundada em 28 de setembro de 1996, na Rua Francisco Berengue, 487, no bairro Campo Grande, por um grupo de 6 pessoas.
Seu nome é uma homenagem à Deixa Falar carioca, hoje extinta.

## História
Durante 5 anos, a Deixa Falar pernambucana desfilou pelas ruas de seu bairro. Seu primeiro desfile oficial aconteceu no ano de 1997 com o tema “Reinado de Bambas”, que contou com trezentos figurantes. Em 2001, com o tema 100% Negro e com seiscentos figurantes arrastou 3 000 pessoas.
Em 2002, a Deixa Falar filiou-se à Federação das Escolas de Samba de Pernambuco (FESAPE), fazendo seu primeiro desfile na Passarela do Samba da Avenida Dantas Barreto. Nesse ano, a Deixa Falar sagrou-se campeã do grupo de acesso com uma expressiva diferença de 40 pontos.
Em 2003 estreando como no Grupo Especial com o tema O Planeta Água, a água que o passarinho não bebe, foi vice-campã. Em 2004 com o tema A cidade mágica no mundo da imaginação, do carnavalesco Hilário da Silva, ficou em 3º lugar. Em 2005, por motivos de força maior, a agremiação desfilou apenas pelas ruas de Campo Grande, sendo penalizada para o grupo de acesso. Conseguiu o retorno ao Grupo Especial em 2006, com o enredo Peter Pan e as Maravilhas da Terra do Nunca.
Em 2007, foi a campeã do Grupo Especial.
Em agosto de 2010, Felipe Moares assumiu a presidência da escola, para o quadriênio 2010-2014..

## Carnavais
| Ano  | Colocação       | Grupo               | Enredo                                                                                        | Carnavalesco                  |
| ---- | --------------- | ------------------- | --------------------------------------------------------------------------------------------- | ----------------------------- |
| 1996 | não competiu    | não competiu        |                                                                                               |                               |
| 1997 | não competiu    | não competiu        | Reinado de Bambas                                                                             |                               |
| 1998 | não competiu    | não competiu        |                                                                                               |                               |
| 1999 | não competiu    | não competiu        |                                                                                               |                               |
| 2000 | não competiu    | não competiu        |                                                                                               |                               |
| 2001 | não competiu    | não competiu        | 100% Negro                                                                                    |                               |
| 2002 | Campeã          | Acesso              | Festa do Samba na Terra do Boi Bumbá                                                          |                               |
| 2003 | Vice-Campeã     | Especial            | O Planeta Água, a água que o passarinho não bebe                                              | Hilário Silva                 |
| 2004 | 3º lugar        | Especial            | A cidade mágica no mundo da imaginação                                                        | Hilário Silva                 |
| 2005 | não competiu    | não competiu        | Sou Mais Eu                                                                                   | Rafael Moraes                 |
| 2006 | Campeã          | Acesso              | Peter Pan e as Maravilhas da Terra do Nunca                                                   | Rafael Moraes                 |
| 2007 | Campeã          | Especial            | Recife multi-cultural, frevo, paixão do Carnaval                                              | Hilário Silva e Rafael Moraes |
| 2008 |                 | Especial            | Recife, palco cultural das artes cênicas                                                      | Hilário Silva                 |
| 2009 | Vice-campeã     | Especial            | Negras Memórias                                                                               | Comissão de Carnaval          |
| 2010 |                 | Especial            | Deixe Quem Quiser Falar, ao Deus do Barro, Falo Eu, Deixa Falar (100 Anos de Mestre Vitalino) | Comissão de Carnaval          |
| 2011 | 3º lugar        | Especial            | Amazônia: O Desafio do Desenvolvimento sustentável                                            | Rafael Moraes                 |
| 2012 | Desclassificada | Especial            | Compareceu apenas com a bateria vestindo capas de chuva em forma de protesto                  |                               |
| 2013 | Não desfilou    | 1 (Segunda Divisão) | Bateria Diferente, Campo Grande é só da gente, Mestre Iran irreverente                        | Rafael Moraes                 |